# Amt Ziegenrück
Das Amt Ziegenrück war eine im Neustädter Kreis gelegene territoriale Verwaltungseinheit des 1806 in ein Königreich umgewandelten Kurfürstentums Sachsen. Zwischen 1657 und 1718 gehörte das Amt zum albertinischen Sekundogenitur-Fürstentum Sachsen-Zeitz.
Bis zur Abtretung an Preußen 1815 und der Abtretung des Ostteils an Sachsen-Weimar-Eisenach bildete es als sächsisches Amt den räumlichen Bezugspunkt für die Einforderung landesherrlicher Abgaben und Frondienste, für Polizei, Rechtsprechung und Heeresfolge.

## Geographische Ausdehnung
Das Gebiet des Amtes Ziegenrück lag an beiden Ufern der Oberen Saale am Nordrand des Thüringer Schiefergebirges. Historisch gehörte das Gebiet zum Thüringer Vogtland.
Zum Amt Ziegenrück gehörten unter anderem die Stadt Ziegenrück und eine Exklave. Das ehemalige Amtsgebiet liegt heute im Südosten des Freistaats Thüringen und befindet sich größtenteils im Saale-Orla-Kreis, fünf Orte im Südosten liegen heute im Landkreis Saalfeld-Rudolstadt.

## Angrenzende Verwaltungseinheiten
|                                                    | Amt Arnshaugk                               |                                          |
| Fürstentum Schwarzburg-Rudolstadt (Oberherrschaft) | Kompassrose, die auf Nachbargemeinden zeigt | Fürstentum Reuß jüngerer Linie (Schleiz) |
|                                                    | Fürstentum Reuß jüngerer Linie (Lobenstein) | Fürstentum Reuß älterer Linie (Burgk)    |

## Geschichte

### Frühgeschichte
Ziegenrück wurde um das Jahr 1000 gegründet. Der Ortsname Ziegenrück ist auf die sorbische Bezeichnung Czegenruck zurückzuführen, sie bedeutet so viel wie Flussbogen oder Flussschlinge. Aus dem Jahre 1258 stammt die erste urkundliche Erwähnung des Ortes.
Die Burg Ziegenrück (jetzt: Kemenate Ziegenrück) war eine Bastion des Reichsgutskomplexes Saalfeld und wurde 1222 erstmals genannt. Sie lag strategisch günstig auf einem Felssporn hoch über der Saale und diente wohl der Überwachung und Sicherung des Flussübergangs der Saale für die damalige Straße von Nord nach Süd. 

### Herren von Orlamünde
Die Burg Ziegenrück und das Umland waren ursprünglich im Besitz der Grafen von Orlamünde. 
Elisabeth (die Ältere) von Lobdeburg-Arnshaugk, eine vermutlich geborene Gräfin von Orlamünde (* um 1262; † 22. August 1331) war mit Hartmann XI. von Lobdeburg-Arnshaugk verheiratet, zu dessen Besitz die benachbarte Herrschaft Arnshaugk gehörte.
Nach dessen Tod heiratete sie im Jahr 1290 den Landgrafen von Thüringen und Markgrafen von Meißen, Albrecht II. den Entarteten. Sie brachte in diese Ehe die Besitzungen der Lobdeburg-Arnshaugker Linie und der Grafen von Orlamünde ein, wodurch u. a. die Orte Neustadt an der Orla, Auma (beide gehörten später zum Amt Arnshaugk) und Ziegenrück (gehörte später zum Amt Ziegenrück) nach 1300 an die wettinische Markgrafschaft Meißen kam.
Der Sohn Albrechts, Friedrich I. der Gebissene (* 1257; † 16. November 1323), heiratete im Jahre 1300 in 2. Ehe die 14-jährige Erbtochter Elisabeth von Arnshaugk (* 1286; † 22. August 1359), Tochter von Hartmann XI. von Lobdeburg-Arnshaugk. Ihre gleichnamige Mutter war die dritte Ehefrau von Albrecht dem Entarteten und somit auch Friedrichs Stiefmutter.

### Vögte von Plauen
Nicht nur Friedrich wurde vom Kaiser begünstigt, sondern auch der landgräfliche Vormund der Elisabeth, Vogt Heinrich II. von Plauen, dem auch Gebiete übereignet worden sind. Friedrich überließ zudem den mit den Vögten von Plauen verwandten Reußen die Burgen Triptis, Auma und Ziegenrück als Unterpfand für die Summe von 3000 Schock Meißner Groschen, die er schuldete und der Kaiser stimmte zu.

### Schrittweiser Übergang in wettinischen Besitz
Infolge der Frage der Vorherrschaft in Thüringen kam es von 1342 bis 1346 zum Thüringer Grafenkrieg zwischen den Grafen von Schwarzburg, Weimar-Orlamünde und Hohnstein sowie den Vögten von Gera und Plauen gegen Friedrich den Ernsthaften aus dem Haus Wettin.
Friedrich versuchte nach dem Scheitern eines Friedens, das gegnerische Bündnis zu schwächen, indem er mit seinen Gegnern einzelne Separatfrieden schloss (u. a. 1343 mit den Vögten von Gera und Plauen). Als Folge dessen mussten die Vögte von Plauen die Lehensherrschaft der Wettiner über die Herrschaft Ziegenrück anerkennen.
Infolge des  Vogtländischen Krieges  (1354 bis 1357) verloren die Plauener Vögte fast den gesamten Besitz. Heinrich IV. aus der älteren Linie (Haus Mühltroff) musste seine Besitztümer verkaufen, wodurch die im späteren Neustädter Kreis gelegenen Städte Auma, Triptis und Ziegenrück im Jahre 1356 an die Wettiner gingen.

### Kurfürstentum und Herzogtum Sachsen
Bei der Leipziger Teilung 1485 kam das Amt Ziegenrück zur ernestinischen Linie der Wettiner. Nach der Niederlage der Ernestiner im Schmalkaldischen Krieg im Jahr 1547 verblieb es im ernestinischen Herzogtum Sachsen. 1567 kam es infolge der Grumbachschen Händel nach der Reichsexekution gegen den mit der Reichsacht belegten Herzog Johann Friedrich II. als Sicherheit (Pfandbesitz) an die albertinische Linie und wurde als „assekuriertes Amt“ bezeichnet.
1660 wurde das Amt völlig an die Albertiner abgetreten und bildete seitdem mit den Ämtern Weida, Mildenfurth und Arnshaugk den Neustädtischen Kreis des Kurfürstentums Sachsen.
Zwischen 1657 und 1718 gehörte der Neustädter Kreis und seine vier Ämter zum Sekundogenitur-Fürstentum Sachsen-Zeitz. 
Ab 1788 wurden die Ämter Arnshaugk und Ziegenrück in Personalunion von den gleichen Beamten besorgt. Nach mehreren Bränden wurde die Burg Ziegenrück im 18. und 19. Jahrhundert abgebrochen.

### Preußen bzw. Sachsen-Weimar-Eisenach
In Folge der Niederlage des Königreichs Sachsen wurden auf dem Wiener Kongress im Jahr 1815 Gebietsabtretungen an das Königreich Preußen beschlossen, was u. a. zunächst den gesamten Neustädter Kreis mit seinen vier Ämtern betraf.
Da sich das Königreich Preußen aber in Art. 37 der Kongreßakte verpflichtet hatte, dem Großherzog von Sachsen-Weimar-Eisenach an dessen Fürstentum Weimar angrenzende oder benachbarte Gebiete mit mindestens 50.000 Einwohnern abzutreten, einigten sich Preußen und Sachsen-Weimar-Eisenach in separaten Verhandlungen auf die Abtretung (unter anderen) der östlichen Teile des Neustädter Kreises, so dass nur ein Rest, d. h. die Westteile der Ämter Ziegenrück (mit Ziegenrück und den Saaleübergängen) und Arnshaugk (mit der Gegend um Ranis und der Exklave Kamsdorf), bei Preußen blieb. 

### Nachfolger  des Amts Ziegenrück  in Sachsen-Weimar-Eisenach
Der kleinere Ostteil des Amts Ziegenrück mit 7 Orten und der Exklave Kleina  wurde mit dem Territorium der Ämter Arnshaugk (größerer Ostteil), Weida und Mildenfurth zum „Neustädter Kreis“ des Großherzogtums Sachsen-Weimar-Eisenach zusammengefasst, wo es den südöstlichen der drei großen Landesteile bildete.
1868 wurde aus dem Neustädter Kreis der Verwaltungsbezirk Neustadt an der Orla gebildet. Auch im Freistaat Sachsen-Weimar-Eisenach (1918–1920) blieb der Verwaltungsbezirk Neustadt an der Orla eine Gebietseinheit.
Nach der Bildung des Landes Thüringen im Jahr 1920 wurde der Verwaltungsbezirk Neustadt an der Orla aufgelöst und den Landkreisen Gera, Greiz, Jena-Roda und Schleiz zugeordnet.

### Nachfolger  des Amts Ziegenrück in Preußen
Die Westteile der Ämter Ziegenrück (mit Ziegenrück) und Arnshaugk (d. h. die Gegend um Ranis mit der Exklave Kamsdorf) blieben nach der Teilung des Neustädter Kreises bei Preußen und wurden 1816 zum neu gegründeten „Kreis Neustadt“ (ohne die gleichnamige Stadt) im Regierungsbezirk Erfurt der preußischen Provinz Sachsen vereinigt. Das Landratsamt des 1820 in „Kreis Ziegenrück“ umbenannten Gebiets war die Burg Ranis. Der Landkreis Ziegenrück bestand bis zur Auflösung von Preußen im Jahr 1945.
Die Exklaven des vogtländischen Amts Plauen, d. h. die Stadt Gefell und die Orte Blintendorf, Sparnberg und Blankenberg kamen 1815 ebenfalls als Exklaven zum preußischen Kreis Ziegenrück, welcher innerhalb der Provinz Sachsen selbst eine Exklave war.
Als Folge des verlorenen Deutschen Kriegs von 1866 fiel die zu dieser Zeit zum Königreich Bayern gehörende Exklave Kaulsdorf an der Saale wieder an Preußen und wurde dem Kreis Ziegenrück zugeordnet.

### Nachfolger  des Amts Ziegenrück  nach 1945
Zum 1. Oktober 1945 wurde der Landkreis Ziegenrück aufgelöst. Sein Gebiet wurde in die thüringischen Landkreise Saalfeld und Schleiz eingegliedert.
Mit der Verwaltungsreform 1952 kam das Gebiet des ehemaligen Landkreises Ziegenrück zu den Kreisen Pößneck, Schleiz und Lobenstein. 
Mit der Kreisreform 1994 in Thüringen kam der Großteil des Gebiets zum Saale-Orla-Kreis, einige Orte im Südwesten zu Landkreis Saalfeld-Rudolstadt. 

## Zugehörige Orte
Städte
- Ziegenrück (nach 1816 zu Preußen)

Dörfer (nach 1816 zu Preußen)
| - Altenbeuthen - Bahren - Drognitz - Eßbach - Gössitz | - Külmla - Liebengrün - Liebschütz - Moxa - Neidenberga | - Neuenbeuthen - Paska - Reitzengeschwenda - Walsburg |

Dörfer (nach 1816 zu Sachsen-Weimar-Eisenach)
| - Bucha - Keila - Kleina (Exklave im Amt Arnshaugk) - Knau | - Posen - Schöndorf - Tausa - Volkmannsdorf |

Anderer Besitz
- Obermühle in Ziegenrück (1258 erstmals urkundlich erwähnt)[5].

## Amtmänner (Auswahl)
- Hans von Seebach (um 1400)
- Hans Georg von Schleinitz (* 30. Januar 1599; † 8. April 1666)
- Carl August Freiherr Bachofen von Echt